# Paradrina pulverosa
Paradrina pulverosa là một loài bướm đêm trong họ Noctuidae.